# Hodshon Huis
Het Hodshon Huis is een rijksmonumentaal stadspaleis, opgericht op vier belendende percelen aan de rivier het Spaarne in Haarlem. Het is in 1794 en 1795 gebouwd in opdracht van Cornelia Catharina Hodshon, naar een ontwerp van architect Abraham van der Hart.

## Geschiedenis
Na het overlijden van 'Keetje' Hodshon werd het huis in 1830 gekocht door de Amsterdamse bankier Adriaan van der Hoop, die er echter nooit zou wonen. Tussen 1834 en 1841 was het in handen van de Belgische textielhandelaar Guillaume Desiré Poelman, mede-eigenaar van Katoenspinnerij en -weverij de Phoenix. In 1841 werd de Hollandsche Maatschappij der Wetenschappen eigenaar van het pand. De Maatschappij bracht er haar naturaliënkabinet en bibliotheek in onder en gebruikte het voor haar maandelijkse vergaderingen. Ook functioneerde het als woonhuis voor vier opeenvolgende secretarissen van de Maatschappij. De laatste, Johannes Paulus Lotsy, werd ten tijde van de Eerste Wereldoorlog gedwongen het huis te verlaten. Sindsdien is het pand Spaarne 17 nooit meer bewoond. 
In 1903 liet de Hollandsche Maatschappij een gehoorzaal aan het huis bouwen, ontworpen door het architectenbureau van Jacob Frederik Klinkhamer en Bert Johan Ouëndag. Voor deze zaal werd een deel van de tuin opgeofferd. Tussen 1995 en 2001 werd het interieur gerestaureerd, tussen 2008 en 2010 volgden het casco van de voormalige woning en de aula zelf.
Het pand is sinds 2008 in het bezit van de Vereniging Hendrick de Keyser. De vereniging heeft in 2010 het pand laten restaureren.

## Exterieur
Aan de voorgevel is een erker geplaatst, deze gaat over de volle hoogte van het pand. Over de volle breedte van het pand loopt een natuurstenen plint. De bel-etage en de verdieping bestaan beide uit zeven traveeën. Boven op de verdieping staat een houten balustrade met in het midden, boven de erker, een beeldengroep.
Aan de achterzijde van de woning, tussen twee zijvleugels bevindt zich een muur met kantelen en smeedijzeren hekwerk, dit is in tegenstelling tot het huis in neogotische stijl gebouwd. Aan de binnenplaats is in de linkervleugel een gevelsteen aangebracht waarop het jaartal 1794 is aangebracht.

## Interieur
De begane grond was vroeger de verdieping waar de vertrekken van het personeel zich bevonden. Aan de zuidkant van het pand bevindt zich nog altijd de dienstingang. Bij de dienstingang bevond zich ook het trappenhuis voor de bedienden. Dit trappenhuis gaf toegang tot de kelders, keuken en de bijkeuken.
De verdieping bevatte de woon- en slaapvertrekken. Zowel de slaapvertrekken van Cornelia Catharina Hodshon als de logeerkamers, maar ook de kamenierster had haar vertrek op deze verdieping. De dienstbodes verbleven op de zolder. Van de originele inrichting zijn een kabinet en vier gedecoreerde staatsievertrekken bewaard gebleven. De staatsievertrekken zijn: de eetkamer, de conversatiezaal, de speelsalon en de muzieksalon. De conversatiezaal, ook wel Etrurische salon genoemd, is gedecoreerd met fijn schilderwerk dat is afgeleid van het Griekse roodfigurige aardewerk. De speelsalon, of rode zaal, is gedecoreerd met houtsnijwerk op de wanden en plafonds, deze zaal is rond 1900 door de Koninklijke Hollandse Maatschappij der Wetenschappen omgebouwd tot een bibliotheek. De voormalige muzieksalon, of blauwe kamer, is gedecoreerd met stucwerk in zogenaamde Wedgwood-stijl. Als basis zijn prenten van Michelangelo Pergolesi uit 1790 gebruikt. Alle voornoemde kamers hebben marmeren schoorstenen.
De aula heeft een neogotisch balkenplafond en wandschilderingen.

## Fotogalerij

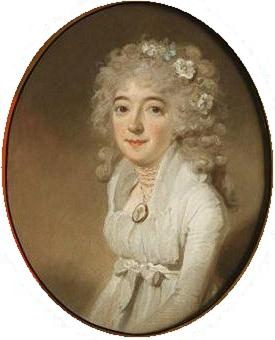
Portret van Cornelia Catharina Hodshon, Charles Howard Hodges
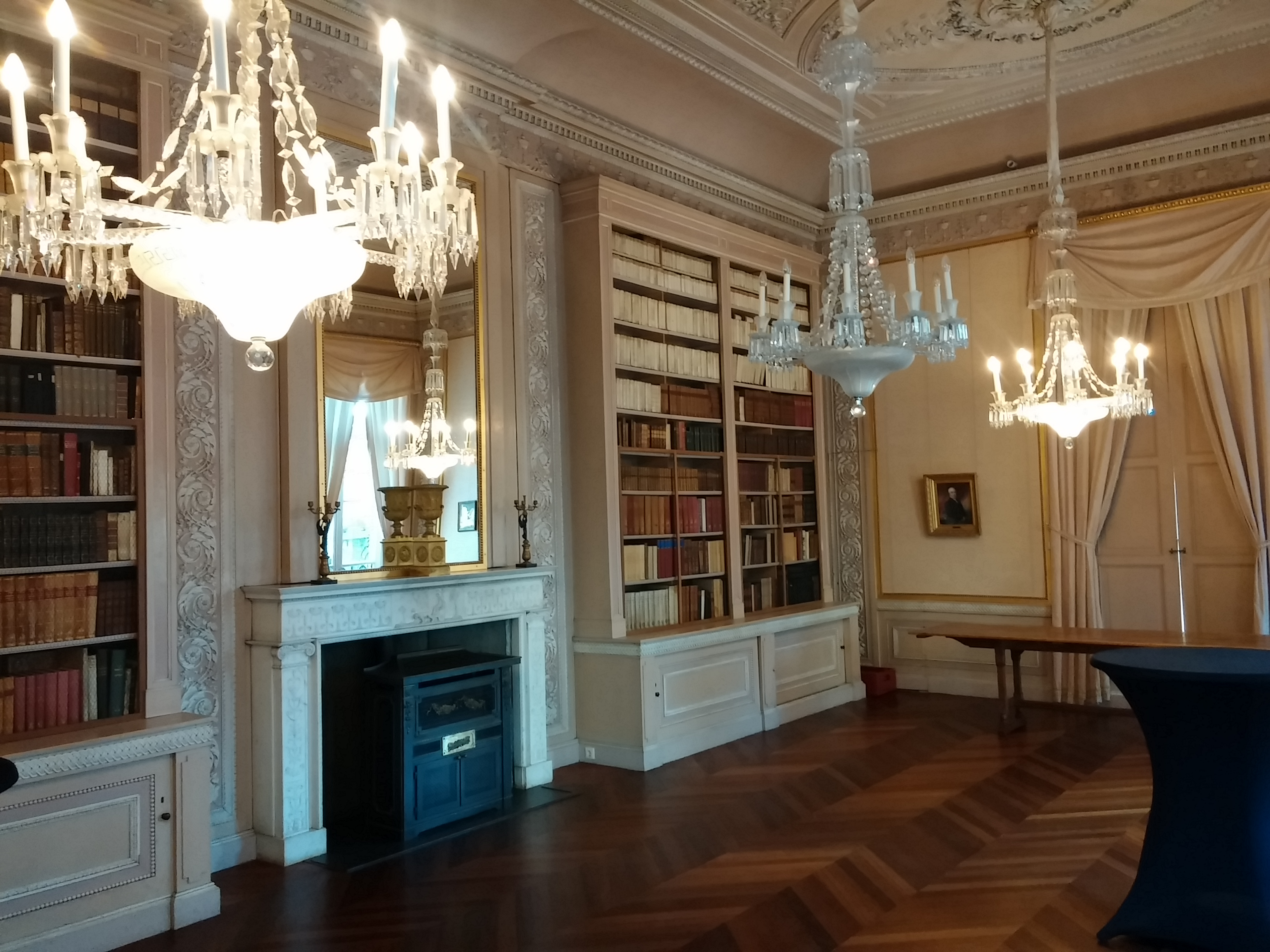
De bibliotheek
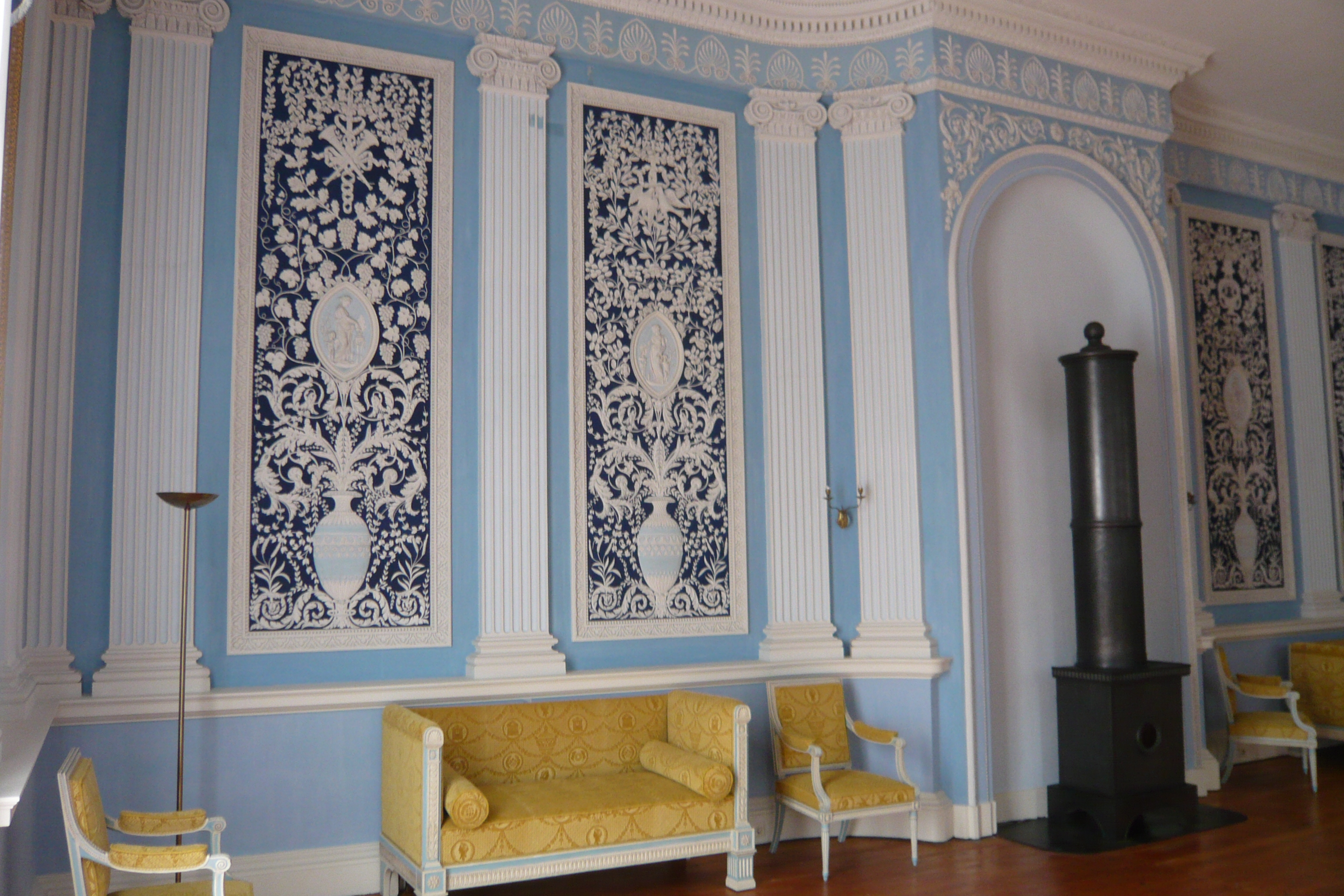
De blauwe kamer
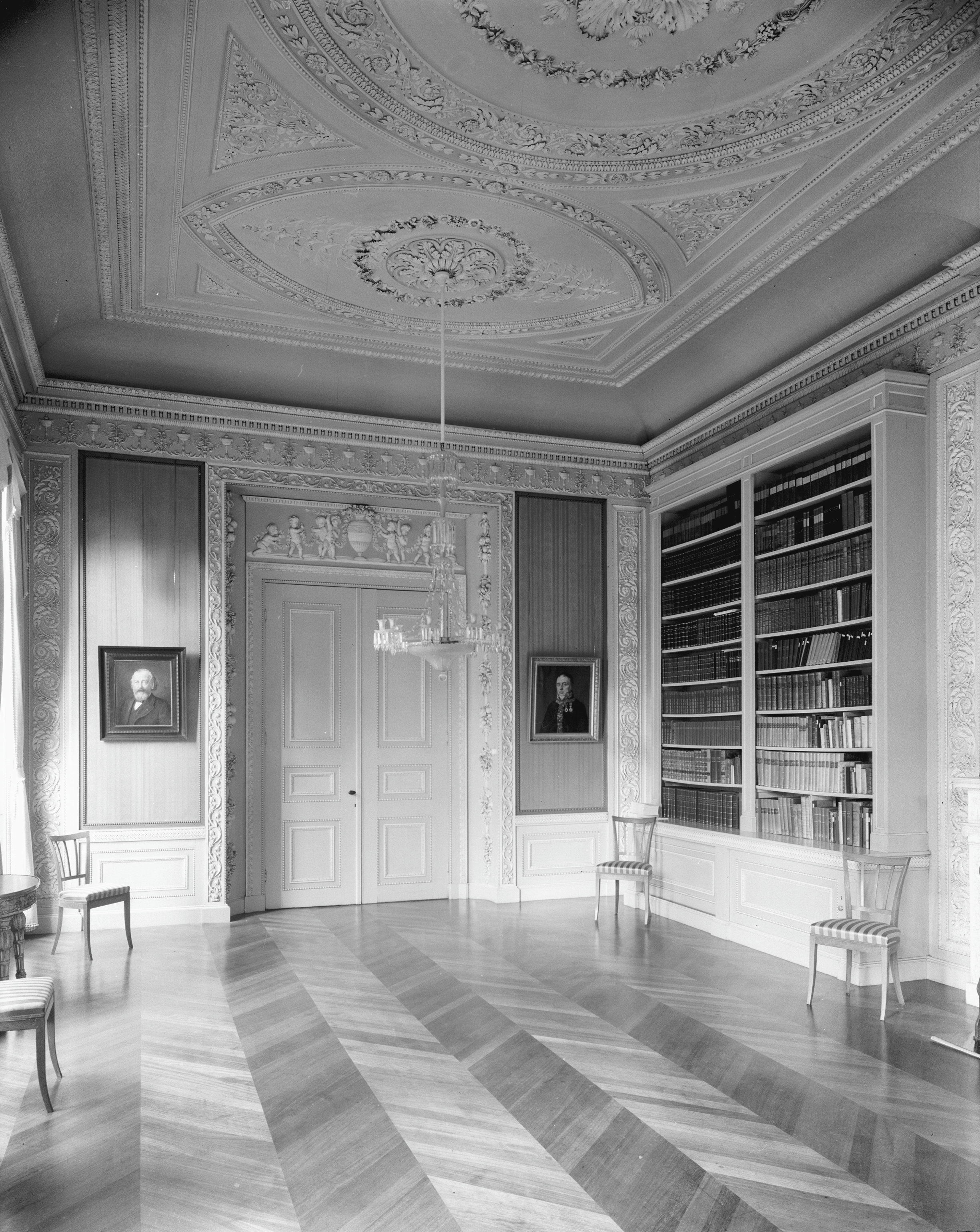
De rose kamer
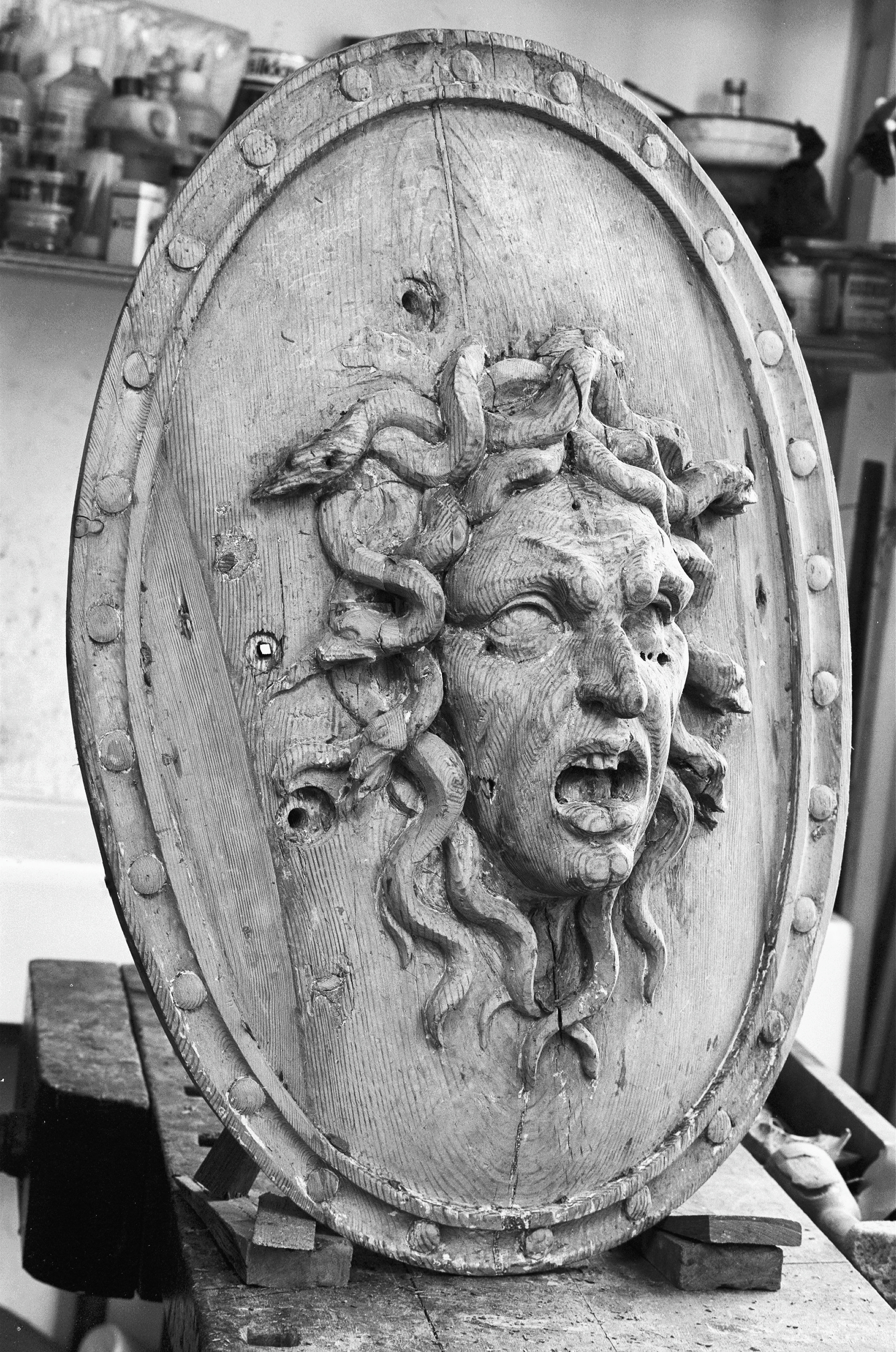
Het oude wapenschild